# Ixia monadelpha
Ixia monadelpha  es una especie de planta fanerógama perteneciente a la familia de las iridáceas. 

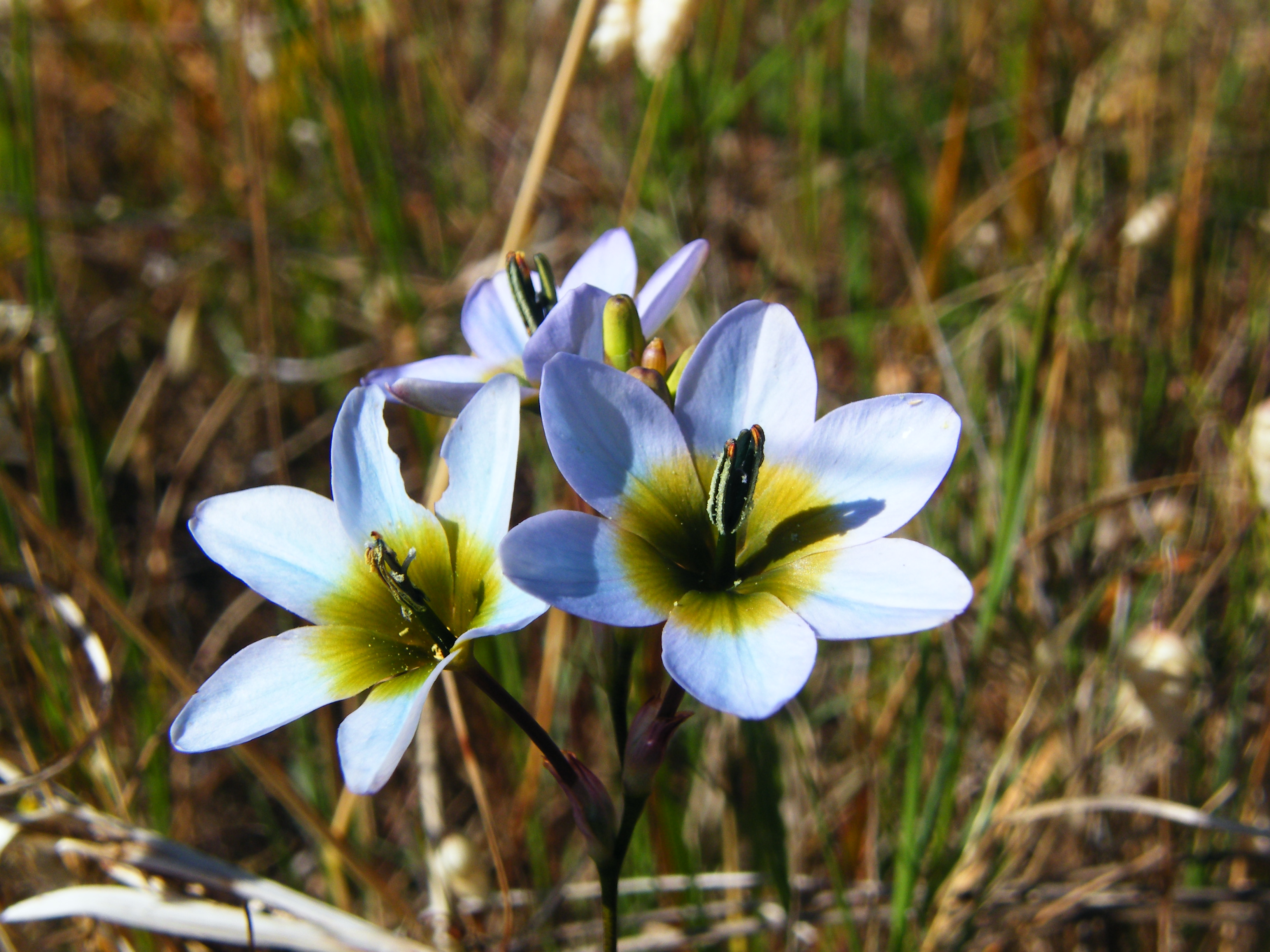
Flores

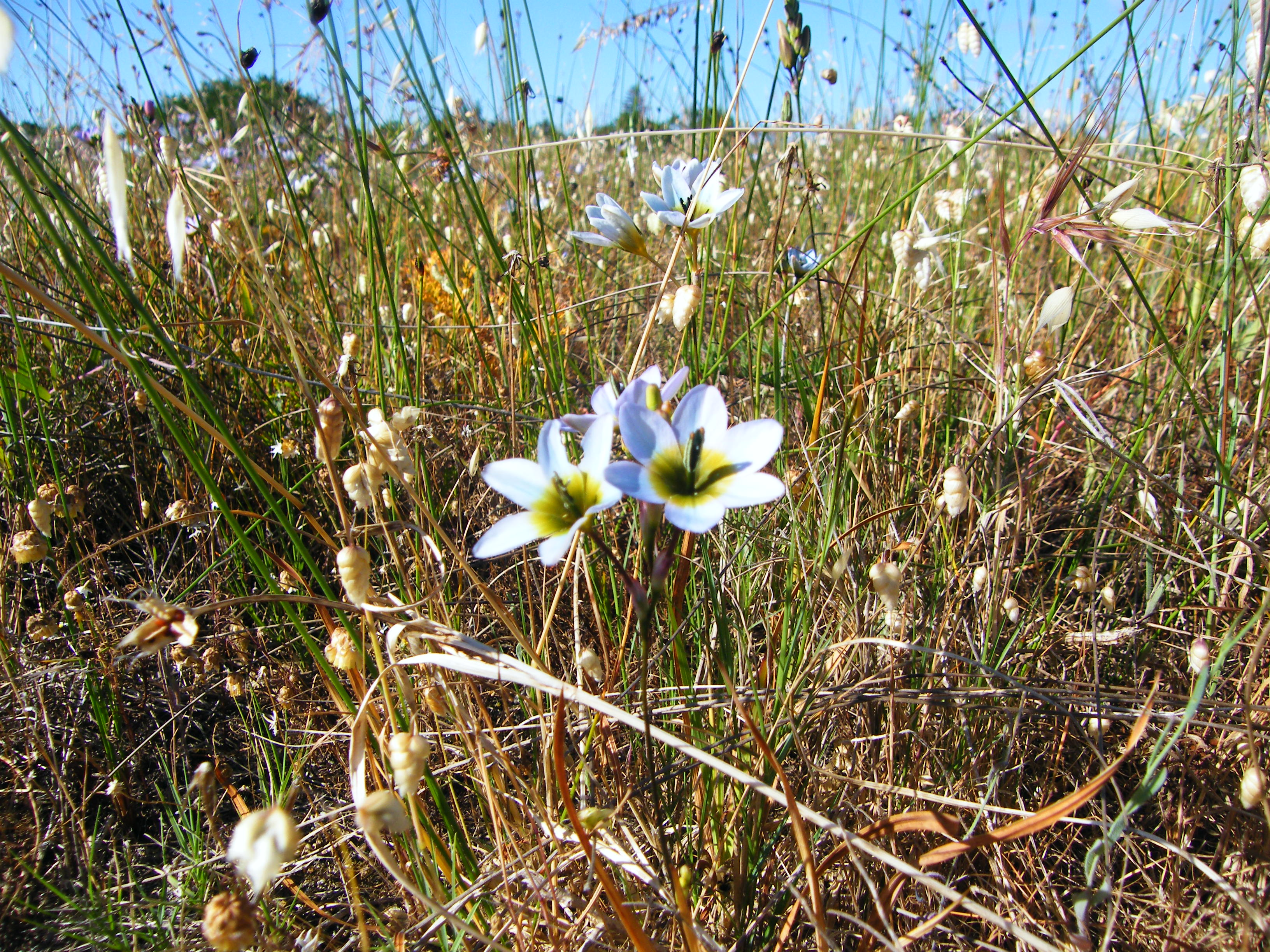
En su hábitat

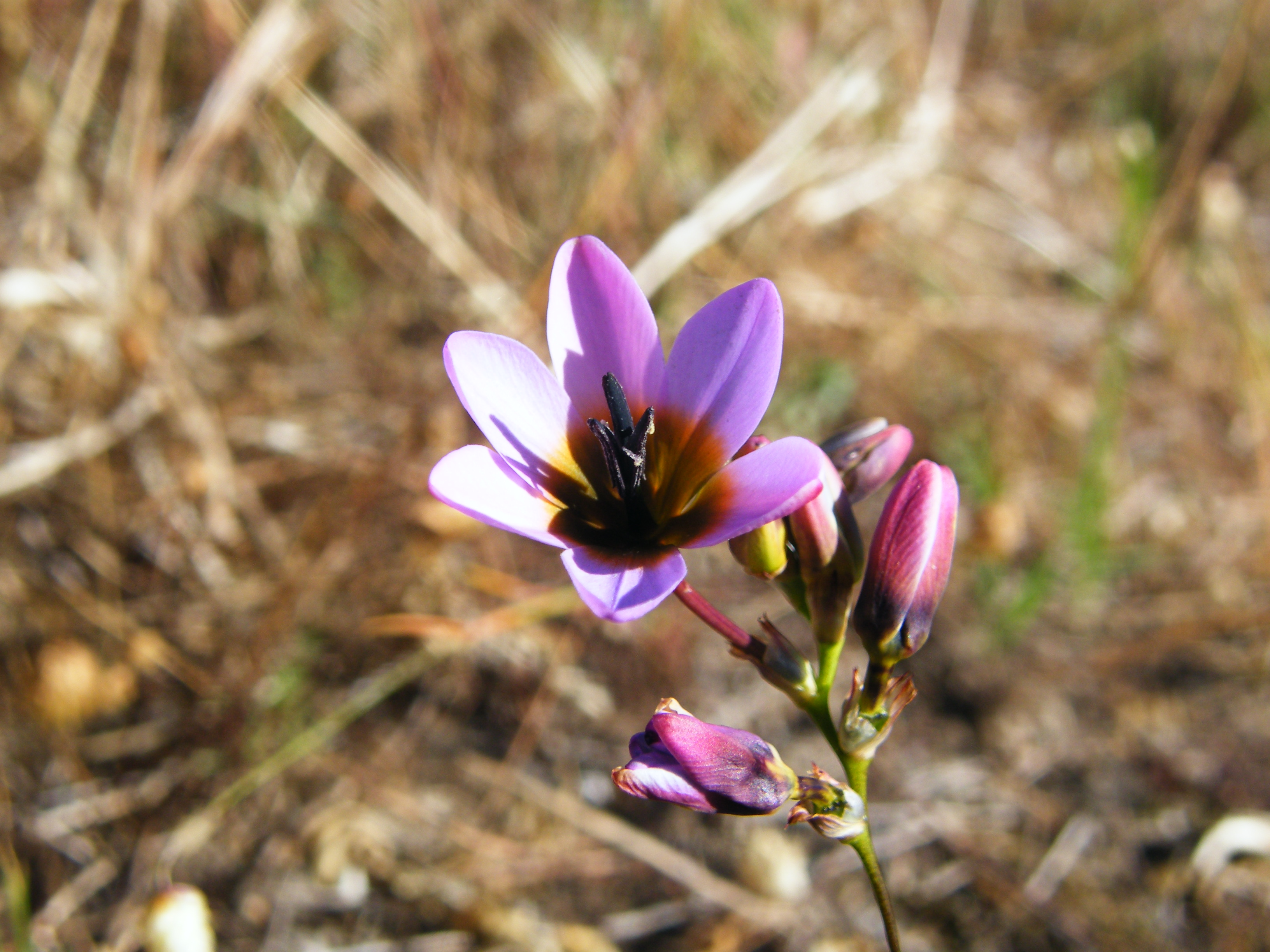
Detalle de la flor

## Descripción
Ixia monadelpha, es una planta herbácea perennifolia, geofita que alcanza un tamaño de 0.15 - 0.4  m de altura. Se encuentra  en Sudáfrica.
Ixia monadelpha, tiene flores que son violeta, malva, rosa, albaricoque o blanco, raramente amarillas, todas con un centro de contraste que se describe con un círculo de otro color. Florece en primavera y se encuentra en las planicies arenosas húmedas en el suroeste de la Provincia del Cabo.

## Taxonomía
Ixia monadelpha fue descrita por Daniel Delaroche y publicado en Descriptiones plantarum aliquot novarum 22. 1766.
Etimología
Ixia: nombre genérico que deriva del griego: ἰξία (ixia) (= χαμαιλέων λευκός, (leukos chamaeleon)), el cardo de pino, Carlina gummifera, una planta no relacionada en las (margaritas) de la familia Asteraceae.
monadelpha: epíteto latíno que significa "estambres o filamentos en uno"
Sinonimia
- Galaxia ixiiflora DC.
- Galaxia ramosa DC.
- Ixia angustifolia (Andrews) Klatt
- Ixia cartilaginea Lam.
- Ixia columellaris Ker Gawl.
- Ixia columnaris Salisb.
- Ixia galaxioides Klatt
- Ixia grandiflora (Andrews) Pers.
- Ixia monadelphia Burm.f.
- Ixia purpurea (Andrews) Klatt
- Ixia variegata Banks ex Schult.
- Morphixia angustifolia (Andrews) Klatt
- Morphixia columellaris (Ker Gawl.) Klatt
- Morphixia grandiflora (Andrews) Klatt
- Morphixia latifolia (Andrews) Klatt
- Morphixia monadelpha (D.Delaroche) Klatt
- Morphixia purpurea (Andrews) Klatt
- Morphixia versicolor (Andrews) Klatt
- Watsonia campanulata Klatt[5][6]